# Rey de Baviera
El título de rey de Baviera fue ostentado por la casa de Wittelsbach entre 1805 y 1918, fecha en que el reino fue abolido tras la Primera Guerra Mundial.

## Historia

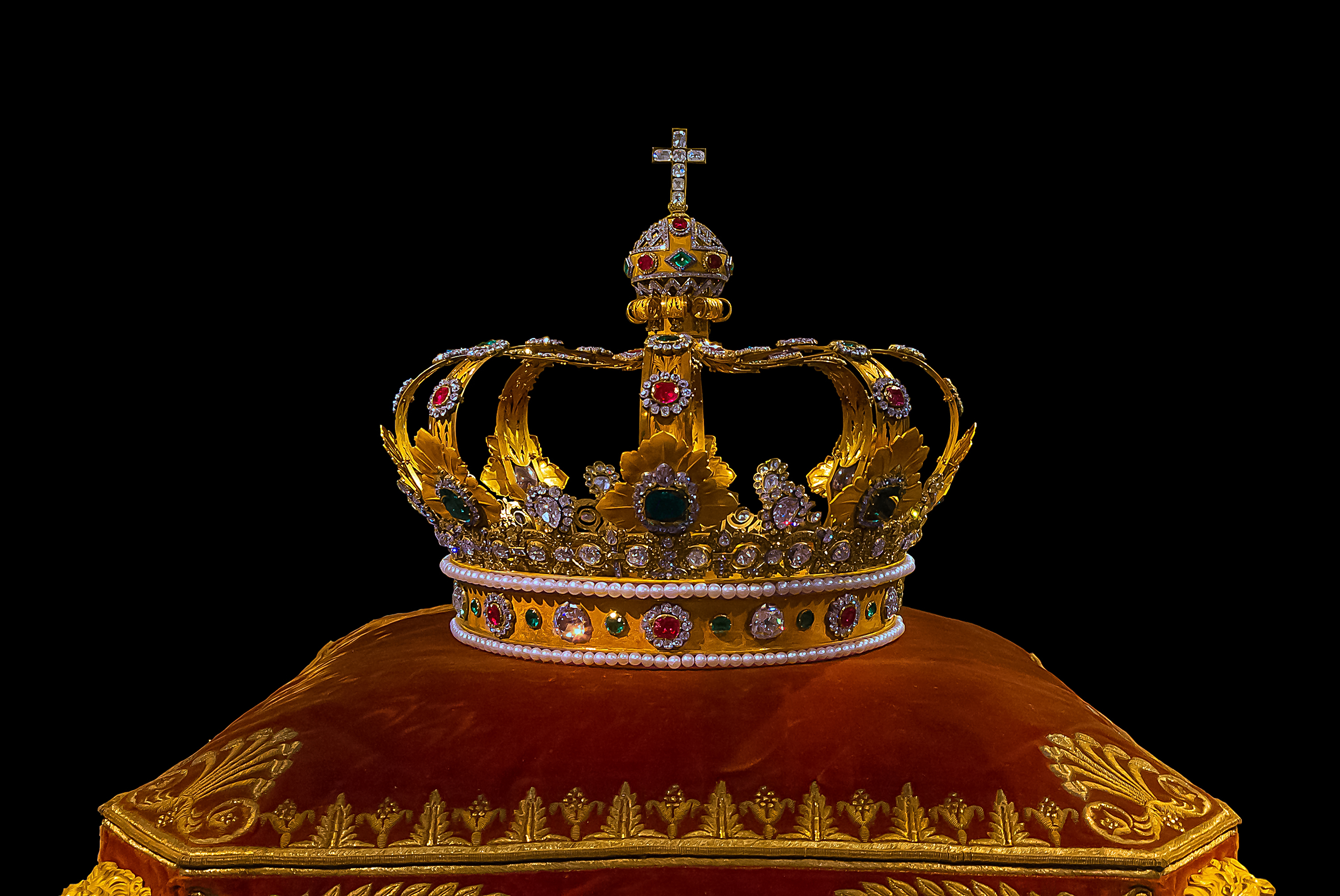
La corona de los reyes de Baviera.

En la Alta Edad Media, el título había sido utilizado por varios monarcas de la Dinastía Carolingia. Según el tratado de Presburgo del 26 de diciembre de 1805 entre Napoleón y el emperador alemán Francisco II, varios principados aliados al primero fueron elevados a la categoría de reino. Uno de estos aliados, el príncipe elector de Baviera, Maximiliano I, asumió el 1 de enero de 1806 el título de rey de Baviera.
Los sucesores de Maximiliano resistieron cuanto pudieron el movimiento nacionalista alemán que surgiera en el año 1813 cuando la derrota de Napoleón en aquel país. Baviera se convirtió en el protector de algunos de los pequeños Estados alemanes que basculaban entre Austria y Prusia, quienes pugnaron varias décadas por capitalizar la unidad alemana. Los lazos religiosos (Baviera era un Estado católico) acercaron al reino a Austria, por lo menos hasta la derrota de ésta en la guerra austro-prusiana de 1866. El rey Luis II firmó un tratado de alianza con Prusia el 22 de agosto de 1866, que de hecho convirtió a Baviera en un Estado satélite de Berlín.
El tratado del 23 de noviembre de 1870 integró a Baviera al Segundo imperio alemán, por entonces en guerra con la Francia de Napoleón III, aunque se le permitió cierta autodeterminación. Luego del 18 de enero de 1871, que ocurre la proclamación del rey Guillermo I de Prusia como emperador del Segundo imperio alemán, los reyes de Baviera mantuvieron sus títulos, una diplomacia separada de la imperial y un ejército propio. Cuando el Segundo Imperio Alemán fue abolido en 1918, tras la Primera Guerra Mundial, fue depuesto el último rey bávaro, Luis III de Baviera.
Tras la guerra Luis quedó como jefe de la casa real y pretendiente al trono hasta su muerte en 1921, siendo sucedido por su hijo Ruperto. Tras la muerte de Ruperto en 1955 fue sucedido por su hijo Alberto (1955-1996). Francisco de Baviera es el actual pretendiente al trono.

## Lista de reyes de Baviera

### Reino de Baviera (817-882)
| Dinastía Carolingia (817-882) |  |                                |                     |                    |                                              |
|                               |  | Luis el Germánico (802-876)    | 817                 | agosto de 843      | Emma de Altdorf (809-876) casados en 827     |
|                               |  | Carloman (830-880)             | 28 de agosto de 876 | noviembre de 879   | —                                            |
|                               |  | Luis III de Alemania (835-882) | noviembre de 879    | 20 de enero de 882 | Lutgarda de Sajonia (845-885) casados en 874 |

Tras el reinado de Luis el Joven, Baviera vuelve a ser un ducado.

### Reino de Baviera (1805-1918)
| Casa Wittelsbach (1806-1918) |  |                                                                                       |                        |                         |                                                              |
|                              |  | Maximiliano I (1756-1825)                                                             | 1 de enero de 1806     | 13 de octubre de 1825   | Carolina de Baden (1776-1841) casados en 1797                |
|                              |  | Luis I (1786-1868)                                                                    | 13 de octubre de 1825  | 20 de marzo de 1848     | Teresa de Sajonia-Hildburghausen (1792-1854) casados en 1810 |
|                              |  | Maximiliano II (1811-1864)                                                            | 20 de marzo de 1848    | 10 de marzo de 1864     | María de Prusia (1825-1889) casados en 1842                  |
|                              |  | Luis II (1845-1886)                                                                   | 10 de marzo de 1864    | 13 de junio de 1886     | —                                                            |
|                              |  | Otón I (1848-1916) Regencias: Príncipe Leopoldo (1886-1912) Príncipe Luis (1912-1913) | 13 de junio de 1886    | 5 de noviembre de 1913  | —                                                            |
|                              |  | Luis III (1845-1921)                                                                  | 5 de noviembre de 1913 | 13 de noviembre de 1918 | María Teresa de Austria-Este (1849-1919) casados en 1868     |

### Pretendientes al trono del Reino de Baviera
| Casa Wittelsbach |  |                                          |                         |                       | |
|                  |  | Luis III (1845-1921)                     | 13 de noviembre de 1918 | 18 de octubre de 1921 | María Teresa de Austria-Este (1849-1919) casados en 1868                                                              |
|                  |  | Ruperto de Baviera Ruperto I (1869-1955) | 18 de octubre de 1921   | 2 de agosto de 1955   | María Gabriela de Baviera (1878-1921) casados en 1900 Antonieta de Luxemburgo (1899-1954) casados en 1921             |
|                  |  | Alberto de Baviera Alberto I (1905-1996) | 2 de agosto de 1955     | 8 de julio de 1996    | Maria Draskovich de Trakostjan (1904-1969) casados en 1930 Marie-Jenke Keglevich de Buzin (1821-1983) casados en 1971 |
|                  |  | Francisco de Baviera Francisco I (1933-) | 8 de julio de 1996      | presente              | |

- Datos: Q4389210
- Multimedia: Kings of Bavaria / Q4389210